# 韋恩縣 (伊利諾伊州)
38°26′N 88°25′W / 38.43°N 88.42°W
韋恩縣（英語：Wayne County）是美國伊利諾伊州南部的一個縣，成立於1819年，以紀念美國獨立戰爭英雄安東尼·韋恩。面積1,853平方公里，人口17,151（美國2000年人口普查）。首府費爾菲爾德。